# Obrium obliquum
Obrium obliquum är en skalbaggsart som beskrevs av Martins och Maria Helena M. Galileo 2004. Obrium obliquum ingår i släktet Obrium och familjen långhorningar. Inga underarter finns listade i Catalogue of Life.